# Jaroszewice
Jaroszewice is een plaats in het Poolse district  Lubelski, woiwodschap Lublin. De plaats maakt deel uit van de gemeente Bełżyce en telt 390 inwoners.